# اعتراضات مرداد ۱۳۹۷ ایران
اعتراضات مرداد ۱۳۹۷ ایران مجموعه تظاهراتی است که از دوشنبه ۸ مرداد ۹۷ در بحبوحهٔ افزایش قیمت طلا و نیز رشد شتابان قیمت سکه و کاهش شدید ارزش ریال در برابر دلار شروع شد و از منطقه شاهپور جدید اصفهان و کرج به نقاط دیگری گسترش یافت. تظاهرات به سرعت فراگیر شد و از اصفهان و مناطق مختلف کرج به شیراز، رشت، تهران، قزوین، مشهد، ساری و در روز سوم به زنجان، نیشابور؛ کرمانشاه، همدان و قرچک نیز گسترش پیدا کرد و در روز چهارم اهواز و ارومیه و قم و تنکابن به تظاهرات پیوستند.
خبرگزاری رویترز ۲۹ ژوئیه ۲۰۱۸ برابر با ۷ مرداد ۱۳۹۷ نوشت: «ارز ایران در افت (ارزش خود) روز یکشنبه رکود جدیدی زد و از ۱۰۰هزار ریال معادل با دلار آمریکا سقوط کرد.» در همین حال فراخوان‌های اعتصاب در تهران و شهرستان‌ها منتشر گردید، جو ملتهب همراه با فضای امنیتی در بازار ارز تهران توسط رسانه‌ها گزارش شد.
همزمان بانک مرکزی ایران با صدور اطلاعیه‌ای در ۸ مرداد، افزایش تاریخی نرخ دلار و جهش در بازار طلا را به «دشمنان» نسبت داد.
براساس گزارش‌ها و ویدئوهای منتشر شده در جریان اعتصاب‌ها و تظاهرات نیروهای امنیتی ایران با گاز اشک آور به معترضان حمله کردند.
شعارهای اعتراضات مثل تظاهرات قبلی جنبه معیشتی و آزادی‌خواهانه داشت «مرگ بر گرانی»، «مرگ بر بیکاری»، «مرگ بر اصلاحات»، «روحانی حیا کن مملکتو رها کن»
جزو شعارها بودند.
این اعتراضات وسیعترین اعتراضات پس از تظاهرات دی ۱۳۹۶ و تا پیش از اعتراضات سراسری ۱۳۹۸ در جمهوری اسلامی ایران بود.

## پیش‌زمینه
در کمتر از سه ماه به خروج آمریکا از برجام و آغاز جنگ لفظی مقامات جمهوری اسلامی با مقامات آمریکایی و عبور قیمت دلار از مرز ده هزار تومان تا رسیدن به قیمت ۱۲ هزار تومن به ازای هر دلار و تلاطم بازار سکه که باعث رسیدن قیمت آن به بالای چهار میلیون تومان شد، موج تظاهرات جدیدی در اعتراض به گرانی و مشکلات معیشتی کلید خورد که سرآغاز آن اصفهان بود. طی کمتر از دو روز دامنه اعتراضات به شهرهای شیراز و کرج نیز سرایت کرد. گزارش‌هایی از وقوع اعتراضات در شهرهای رشت و مشهد و حضور سنگین نیروهای انتظامی در دو روز اول اعتراضات نیز مخابره شد. اصفهان به عنوان یکی از کلانشهرهای اصلی ایران با معضل کمبود آب شرب و آلودگی شدید هوا روبروست و پیش از این نیز شاهد اعتراضات کشاورزان در مناطق دیگر استان در اعتراض به وضعیت نابسامان آب و کشاورزی بوده‌است.

## دلایل عمده
همزمان با خروج آمریکا از توافق برنامه جامع اقدام مشترک یا همان «توافق هسته ای برجام» و کلید خوردن موج جدید تحریم‌های آمریکا و مبهم ماندن آینده توافق هسته‌ای نگرانی‌های فراوانی نزد افکار عمومی کشور ایجاد شد. همچنین پول ملی ایران از ابتدای سال ۹۷ بیش از ۵۰٪ ارزش خود را برابر ارزهای خارجی از دست داد و به دنبال آن قیمت سکه با عبور از قیمت بی‌سابقه ۴ میلیون تومانی و افزایش قیمت طلا به بالای ۳۰۰ هزار تومان به ازای هر گرم جو نگران‌کننده ای را در کشور به راه انداخت که به افزایش نرخ تورم دامن زد. همچنین وجود تنش‌های شدید آبی در اقصی نقاط کشور و بیکاری و گرانی روزافزون باعث بروز نارضایتی‌های گسترده و خیزش مردمی شد.

## سرکوب‌ها
تا ۱۱ مرداد روز سوم اعتراضات عموم مقامات رسمی ایران از هرگونه اظهار نظری خودداری کردند. مطابق گزارش‌ها و ویدئوها برخوردهای قهرآمیزی در اصفهان و کرج با تظاهرات در روز اول و دوم صورت گرفت. گزارش‌ها و ویدئوهایی از دخالت لباس شخصی‌ها و ضرب شتم معترضان توسط آن‌ها منتشر شد. مأموران در اصفهان و کرج با استفاده از آب پاش، افشانه فلفل و گاز اشک آور اقدام به مقابله با تظاهرکننده‌ها و مردم نمودند. مردم نیز در پاسخ با پرتاب سنگ و آتش زدن لاستیک و حتی درگیری فیزیکی مستقیم اقدام به مقابله به مثل علیه نیروهای امنیتی کردند.
اکثریت مقامات جمهوری اسلامی تظاهرات را «توطئه دشمن» قلم داد کرده و و انتقادات را صرفاً به دولت تقلیل دادند و مردم را از ایستادگی علیه نظام بر حذر داشتند.

## واکنش‌ها
تا روز چهارم اعتراضات مصادف با پنجشنبه ۱۱ مرداد ماه مقامات بلندپایه از هرگونه اظهار نظری در خصوص تظاهرات خودداری کردند. در دوران اوج اعتراضات و درگیری در شهرهای مختلف صدا سیما بدون کوچک‌ترین اشاره ای به اعتراضات، تشنج در شهرهای مختلف و وضعیت بحرانی اقتصادی کشور با پخش برنامه‌های متفرقه و نمایش مردم در سفر سعی در آرام جلوه دادن جو کشور داشت.
- علم الهدی امام جمعه مشهد و نماینده خامنه ای در این شهر جمعه ۱۲م مرداد گفت تظاهراتی برای پایین افتادن شکم نباید صورت گیرد. امام جمعه مشهد اعتراضات اخیر را «توطئه خارجی» قلم داد کرد. او همچنین عنوان کرد که نباید علیه جمهوری اسلامی تجمعی صورت گیرد و اعتراضات باید صرفاً علیه دولت باشد. وی در همان روز با دادن فراخان علیه دولت روحانی تجمعی اعتراضی را ترتیب داد که با استقبال طلبه‌های طرفدار علم الهدی مواجه شد.[۱۹][۲۰][۲۲]
- سید یوسف طباطبایی‌نژاد امام جمعه اصفهان با بی‌معنی خواندن تظاهرات گفت «راه افتادن در خیابان‌ها معنی ندارد چرا که مسئولان خودشان از مشکلات آگاهند» وی نیز پیکان تمام انتقادات را به دولت تقلیل کرد و اعتراضات را توطئه خارجی خواند.[۲۳]
- محمد خاتمی رئیس‌جمهور پیشین ایران طی پیامی ضمن عذرخواهی از مردم بابت شرایط بد اقتصادی حمایت خود را از نظام اعلام داشت و اظهار داشت اتفاقات اخیر دستمایه توطئه برای ایجاد جنگ روانیست و افزود فروپاشی نظام اتفاق نخواهد افتاد. وی مخالفت خود را با دامن زده شدن به اعتراضات اعلام داشت. اظهارات خاتمی تحت شرایطی بود که حسن روحانی رئیس‌جمهور وقت جمهوری اسلامی طی یک هفته ای اول آغاز اعتراضات در سکوت کامل بود.[۲۴]
- حسن روحانی رئیس‌جمهور وقت کشور سرانجام در روز دوشنبه ۱۵ مرداد طی یک کنفرانس خبری با اشاره ای کوتاه به تظاهرات اخیر با ناچیز قلم داد کردن شمار حاضران از اعتراضات به عنوان «اغتشاش» و «توطئه خارجی» برای ایجاد جنگ روانی یادکرد و گفت مردم با حضور در پای صندوق‌های رأی مشروعیت نظام را تأمین کرده‌اند. وی در پاسخ سؤال مجری در خصوص خواست مخالفان برای تغییر رژیم گفت: «نظامی که در پی انتخابات و آرای مردم نیست، پایدار نیست.»[۲۵]

## شعارها
عموم شعارها معیشتی و بعضاً مرتبط با سیاست خارجه منطقه ای ایران بود. برخی دیگر از شعارها نیز علیه سیستم استبدادی حاکم بوده و پس‌زمینه اجتماعی داشت. اکثر شعارها پیشتر در اعتراضات ماه‌ها و سال‌های گذشته همچون اعتراضات دی ماه ۹۶ و اعتراضات سال ۸۸ استفاده شده و مشترک بود:
- آخوند پشت میز نشسته جوون بیکار نشسته[نیازمند منبع]
- ایرانی باغیرت! حمایت! حمایت[۱۵]
- اصلاح طلب اصولگرا دیگه تمومه ماجرا[۳][۲۶]
- ایرانی بسه دیگه، غیرتتو نشون بده[۲۶]
- این ماه ماه خونه، آخوند سرنگونه[۱۲]
- ایرانی داد بزن، حقتو فریاد بزن[۲۷]
- بی غیرتا نشستن زنا به ما پیوستن[نیازمند منبع]
- توپ، تانک فشفشه، آخوند باید گم بشه[۱][۱۵][۲۶][۲۸]
- خامنه ای حیا کن مملکتو رها کن[۱][۲]
- دشمن ما همین‌جاست، دروغ می‌گن امریکاست[۱۵][۲۶]
- روحانی حیا کن، مملکت را رها کن[۲۹]
- رضاشاه روحت شاد[۳۰]
- سوریه را رها کن فکری به حال ما کن[۳۱]
- سکوت هر ایرانی خیانت است به ایران[۲]
- شاهپوری باغیرت! حمایت! حمایت[۳۲]
- کارگر می‌میرد ذلت نمی‌پذیرد[نیازمند منبع]
- گرانی، تورم، بلای جان مردم[۲۸]
- مرگ بر دیکتاتور[۳][۴][۳۳]
- ملت گدایی می‌کند رهبر خدایی می‌کند‎[۳۴]
- مرگ بر خامنه‌ای[۲۶]
- مرگ بر حزب‌الله[۳۵]
- نه غزه نه لبنان جانم فدای ایران[۲][۳۱][۳۲]
- هم قرآن هم اسلام هر دو فدای ایران[۳۶]
- یک اختلاس کم بشه مشکل ما حل میشه[نیازمند منبع]

## کشته و مجروح
- آسوشیتدپرس ۴ اوت برابر با ۱۳ مرداد گزارش داد: «مردی که در تظاهرات در ایران شرکت کرده بود به ضرب گلوله کشته شد.»[۳۷] دادستان عمومی و انقلاب کرج، با تأیید خبر کشته شدن یک جوان ۲۶ ساله در جریان اعتراضات در گوهردشت کرج، اعلام کرد این جوان که «در بین تجمع‌کنندگان بوده، از سوی آن‌ها از پشت سر مورد اصابت گلوله قرار گرفته و کشته شده‌است.» او همچنین از «مجروح شدن سه نفر از نیروهای پلیس با سنگ و چاقو» خبر داد.[۳۸]
- برخی از رسانه‌های ایران نیز خبر کشته شدن یک نفر به ضرب گلوله در جریان ناآرامی‌های جمعه شب ۱۲ مرداد در شهر کرج را گزارش کردند. براساس همین گزارش‌ها در شهر کرج دست‌کم ۲۰ نفر بازداشت شده‌اند.[۳۹]

## روزشمار اعتراضات

### دوشنبه ۸ مرداد
- طی این روز اعتصاب بازاریان در برخی شهرستان‌ها شروع شد و تصاویری از مغازه‌های بسته در بازار طلا و جواهرات تبریز، بازار ماشین آلات اصفهان و مغازه‌ها و فروشگاه‌های خیابان قزوین در کرج در شبکه‌های اجتماعی منتشر گردید. همچنین اعتصاب بازاریان در شهرهای رشت، بندرعباس، قشم، و شهریار نیز گزارش شد.[۸][۴۰]
- اعتصاب بازار تهران از صبح دوشنبه ۸ مرداد آغاز شد. این اعتصاب دومین بار طی سال جدید است.[۴۰]

### سه‌شنبه ۹ مرداد
- روز سه‌شنبه ۹ مرداد آغاز اعتراضات در شهرک صنعتی شاهپور جدید اصفهان با شعارهای معیشتی بود که اعتراضات تا شب به گوهردشت کرج نیز سرایت کرد. گزارش‌هایی از درگیری‌های نیروهای انتظامی و لباس شخصی‌ها با معترضان وجود داشت. در شهرک صنعتی امیرکبیر اصفهان مردم و مغازه داران، دکه‌دارها و دستفروش‌ها، کشاورزان و حتی رانندگان کامیون در اعتراض به وضعیت گرانی و وضعیت بد معیشتی و همچنین قطع برق در فصل گرم تابستان، تظاهرات کردند.[۲][۳۱][۳۲][۴۱]
- مردم گوهردشت کرج نسبت به وضعیت بد معیشتی دست به تظاهرات زدند که تا غروب روز سه شنبه ادامه داشت و براساس ویدئوهای منتشر شده، نیروی انتظامی با حمله به تظاهرکنندگان و پرتاب گاز اشک‌آور و سعی در متفرق کردن آن‌ها داشتند.[۱][۲۸][۴۲][۴۳]
- صبح روز سه شنبه برخی دلالان در بازار ارز تهران دستگیر شدند. این خبر توسط رئیس پلیس تهران تأیید شد.[۴۴]
- شامگاه سه شنبه معترضان در خیابان‌های مرکزی شیراز و مشهد،رشت نیز به خیابان‌ها آمده و تظاهرات کردند.[۴۵]

### چهارشنبه ۱۰ مرداد
- تظاهرات در شاهپور جدید اصفهان،کرج و مشهد تا نیمه‌های شب ادامه داشت. برخوردهای سنگین تر امنیتی نیز گزارش شد. مردم، کسبه و کارگران در اصفهان در خیابان شاپور جدید تظاهرات کرده و با آتش زدن لاستیک خیابان‌ها را بسته‌اند. براساس تصاویر منتشر شده نیروهای انتظامی به آنان حمله کرده و سعی در متفرق کردن آن‌ها داشتند.[۴۲]
- در همین روز در گوهردشت کرج مردم دست به اعتراض و تظاهرات می‌زنند و یک موتورسیکلت نیروهای انتظامی را به آتش می‌کشند.[۱][۴۲][۴۶]

در مشهد هم مردم تا ساعات پایانی روز چهارشنبه ١٠ مرداد در بلوار احمدآباد این شهر دست به تجمع زدند. 
صدای تیراندازی در این تجمعات شنیده و چند خودرو به آتش کشیده شد

### پنجشنبه ۱۱ مرداد
- روز پنجشنبه ضمن ادامه اعتراضات در اصفهان، کرج، شیراز و شاهین‌شهر، شهرهای رشت، ساری و چند شهر دیگر نیز به جمع شهرهای معترض پیوستند. همچنین درگیری نیروهای امنیتی با مردم معترض وجود داشت. تصاویر ضرب شتم مردم و استفاده از گازهای اشک آور و تفنگ پینتبال را علیه تظاهرکنندگان نشان می‌داد. مردم نیز با سنگ اقدام به پاسخگویی علیه نیروهای ضدشورش کردند. در شاهین شهر اصفهان گروهی از زنان معترض در تظاهرات، شعار همشهری باغیرت، حمایت حمایت سر داده‌اند.[۲۹] در سایر کلان‌شهرها حضور سنگین نیروهای امنیتی جو روانی ایجاد نمود.[۴۷][۴۸][۴۹] مردم نیشابور نیز در روز سوم به جمع سایر شهرها پیوسته و اعتراضات را تشکیل دادند. در این تظاهرات و اعتراض‌ها که با شعارهای سیاسی همراه شده‌است، شعارهایی علیه سیدعلی خامنه‌ای نیز داده شده‌است.[۵][۵۰] به دنبال این تجمع یعقوبعلی نظری فرمانده سپاه امام رضا نیشابور در محل تجمع حضور یافته و با معترضان گفتگو کرد.[۵۱][۵۲] وی به به خبرنگار ایرنا گفت: «خوشبختانه مردم معتقد به نظام جمهوری اسلامی و انقلاب هستند و اوضاع تحت کنترل کامل است. البته مردم انتقاداتی به برخی از مسائل اقتصادی دارند که باید برای آنها چاره اندیشی شود.[۵۱]» این تجمع پس از حضور یعقوبعلی نظری با آرامش به پایان رسید.[۵۲]
- همچنین در این روز گزارش‌ها و تصاویر ارسالی از دیگر کلان‌شهرهای ایران همچون قزوین، تبریز و … نشان از جو امنیتی حاکم بر شهر و حضور نیروهای ویژه و دستگیری شماری از بازداشت شدگان بود.[۵۳]
- عصر پنجشنبه ۱۱ مرداد تظاهرات اعتراضی به تهران کشیده شد و معترضان در تهران به وضعیت بد اقتصادی و سیاسی شعارهایی علیه سیاست‌های حکومت ایران سر دادند.[۵۴] این اعتراضات از محدوده چهارراه ولیعصر تهران و تئاتر شهر در مرکز تهران بوده‌است. معترضان شعار می‌دادند «آخوند برو گمشو.» در همین حال گزارش‌هایی از دستگیری ۱۰ تن از آن‌ها به‌دست آمده‌است.[۵۳]

### جمعه ۱۲ مرداد
- برای چهارمین روز پیاپی تظاهرات اعتراضی در چند شهر ایران به ویژه در تهران، کرج، همدان، مشهد، اشتهارد، همدان، مشهد، ورامین، قهدریجان، زیباشهر قزوین و کرمانشاه با شعارهای رایج «مرگ بر دیکتاتور»، «دشمن ما همین جاست، دروغ میگن آمریکاست» ادامه داشت.[۲۷][۵۵]
- روز جمعه هزاران نفر برای چهارمین روز پیاپی در ایران تظاهرات کردند. بنا به اخبار نیروهای امنیتی گاز اشک آور و گلوله‌های پلاستیکی بداخل جمعیت شلیک کردند. تصاویر منتشر شده بر روی شبکه آنلاین صدها نفر از مردم خشمگین را که در اصفهان سومین شهر پرجمعیت ایران تجمع کرده‌اند نشان می‌دهد که تعدادی تایرها را برای مقابله با گاز اشک آور سوزاندند. رسانه‌های دولتی گزارش «تظاهرات» در شهرهای شیراز و اصفهان و مشهد و ساری و کرج را منعکس کردند. تظاهرات‌هایی هم در اراک و شاهین‌شهر گزارش شده‌است.[۵۶][۵۷]
- تجمعاتی در گوهردشت کرج شکل گرفت و عکس و فیلم‌های آن در شبکه‌های اجتماعی منتشر گردید.
- در این روز جو امنیتی سنگین و حضور مأموران در خیابان‌های مختلف تهران، کرج و شاهین شهر وجود داشت. در شاهین شهر اصفهان مأموران در خیابان‌ها حضور داشتند و با استفاده از گاز اشک آور برای جلوگیری از تجمع و تظاهرات تلاش می‌کردند.[۵۸]
- عصر جمعه، جو امنیتی شدید در زنجان وجود داشت و نیروهای امنیتی در حالت آماده باش بودند.
- عصر جمعه مردم مشهد در میدان شهدا و پارک ملت این شهر دست به تجمعات زندند

معترضان در پارک ملت با نیروهای امنیتی درگیر شدند و چند معترض دستگیر شدند

### شنبه ۱۳ مرداد
- در شنبه شب فیلم‌های تظاهرات و تجمع‌هایی در تهران، کرج، شیراز، قم و اشتهارد منتشر شده‌است.[۵۹][۶۰] معترضان شرکت‌کننده در تظاهرات نزدیکی پل حافظ در تهران، شعار می‌دادند: «مرگ بر دیکتاتور»، «ایرانی می‌میرد، ذلت نمی‌پذیرد»، «ایرانی با غیرت، حمایت حمایت». در تجمع دیگری در یافت آباد تهران گوینده می‌گفت: «همه خستن. همه بریدن. همه زن و بچه دارن و زیر ظلمن. اینجا همه زیر بدهی ان. نگاه کن، ما همه با هم هستیم. همه خسته ایم. همه آزادی می خوایم».[۵۹] در شهر قم نیز معترضان شعارهایی نظیر «توپ، تانک، فشفشه، آخوند باید گم بشه» و «مرگ بر حزب‌الله» سر می‌دادند.[۳۵]
- همزمان با تأیید مرگ یک معترض در شهر کرج، مقام‌های این شهر به‌طور ضمنی اعلام «حکومت نظامی» کردند.[۳۵] گزارش‌های منتشر شده حاکیست که نیروهای امنیتی با حضور پرشمار خود در چندین شهر از جمله کرج از تجمع افراد جلوگیری می‌کردند. رئیس پلیس راهنمایی و رانندگی شهرستان کرج نیز از محدودیت ترافیکی سنگین در مناطقی از شهر کرج خبر داد.[۳۹]
- براساس ویدئوهای منتشر شده طی شنبه شب، تجمع‌های اعتراضی در شهرهای تهران، قم، کرج، اشتهارد و شیراز ادامه داشته‌است.[۳۹]

## شهرهای محل برگزاری اعتراضات
- استان اصفهان؛ شهرک صنعتی شاهپور جدید.[۶۱] شاهین‌شهر[۶۲]نجف‌آباد[۶۳]قهدریجان[۵۸]
- استان البرز؛ ماهشهر، گوهردشت، اشتهارد[۶۱]
- استان خراسان رضوی؛ مشهد[۶۱]
- استان فارس؛ شیراز، کازرون[۶۱]
- استان آذربایجان شرقی؛ تبریز
- استان زنجان؛ زنجان
- استان گیلان؛ رشت[۶۳]
- استان مازندران؛ ساری[۴][۵]
- استان خوزستان؛ اهواز[۴][۳۳]
- استان تهران؛ تهران، زیباشهر قرچک[۵][۶۴]
- استان کرمانشاه؛ کرمانشاه[۶۴][۶۵]
- استان همدان؛ همدان[۱۲][۶۴]
- استان آذربایجان غربی؛ ارومیه[۱۲]
- استان قزوین؛ قزوین[۵۵]
- استان قم؛ قم
- استان مرکزی؛ اراک